# 아니 (가수)
안네 릴리아 베르게 스트란드(Anne Lilia Berge Strand, 1977년 11월 21일 ~ )는 아니(Annie)라는 이름으로 잘 알려진 노르웨이의 싱어송라이터이자 디스크자키이다.